# Elizejska palača
Elizejska palača (francosko Palais de l'Élysée [pa.lɛ d(ə) le.li.ze]) je stavba v Parizu, ki služi kot uradna rezidenca predsednika Francoske republike. Dokončana leta 1722, je bila zgrajena za plemiča in vojaškega častnika Louisa Henrija de La Tour d'Auvergne, ki je bil leta 1719 imenovan za guvernerja Île-de-France. Stoji na Rue du Faubourg Saint-Honoré blizu Elizejskih poljan v 8. pariškem okrožju. Ime Élysée izhaja iz Elizij, kraja blaženih mrtvih v grški mitologiji. Pomembne tuje obiskovalce gosti bližnji Hôtel de Marigny, veličastna rezidenca.
Palača je bila dom osebnostim, kot so Madame de Pompadour (1721–1764), Nicolas Beaujon (1718–1786), Bathilde d'Orléans (1750–1822), Joachim Murat (1767–1815) in Charles Ferdinand, vojvoda Berryjski (1778–1820). 12. decembra 1848 je francoski parlament v času Druge republike sprejel zakon, s katerim je stavbo razglasil za uradno rezidenco francoskega predsednika. Elizejska palača, v kateri sta predsedniški urad in rezidenca, je tudi kraj srečanja Sveta ministrov, tedenskega zasedanja francoske vlade, ki mu predseduje predsednik republike.

## Zgodovina

### Hôtel d'Évreux
Arhitekt Armand-Claude Mollet je imel posest ob cesti proti vasi Roule, zahodno od Pariza (danes Rue du Faubourg Saint-Honoré), in se opirala na kraljevo posest, Grand Cours skozi Elizejske poljane. To je leta 1718 prodal Louisu Henriju de La Tour d'Auvergne, grofu Évreux (družine: vojvode in knezi Bouillonski in Sedanski: La Marck | von der Marck), z dogovorom, da bo Mollet zgradil hôtel particulier za grofa, pred katerim je vhodno dvorišče in zadaj vrt. Hôtel d'Évreux je bil dokončan in okrašen do leta 1722 in čeprav je bil od takrat deležen številnih sprememb, ostaja odličen primer francoskega neoklasicističnega sloga. V času svoje smrti leta 1753 je bil Évreux lastnik ene najbolj občudovanih hiš v Parizu; kupil jo je kralj Ludvik XV. kot rezidenco za markizo de Pompadour, njegovo ljubico. Nasprotniki so svoj odpor do režima pokazali tako, da so na vrata obesili napise z napisom: »Dom kraljeve vlačuge«. Po njeni smrti se je vrnila h kroni.
Leta 1773 jo je kupil Nicolas Beaujon, dvorni bankir in eden najbogatejših ljudi v Franciji, ki je potreboval primerno razkošno »podeželsko hišo« (kajti mesto Pariz še ni segalo tako daleč), da bi shranil svojo čudovito zbirko slik velikih mojstrov. V ta namen je najel arhitekta Étienna-Louisa Boulléeja, da je znatno spremenil stavbo (kot tudi zasnoval vrt v angleškem slogu). Kmalu so bile na ogled znane mojstrovine, kot so Holbeinovi Ambasadorji (zdaj v Narodni galeriji v Londonu) in Ciganka Fransa Halsa (zdaj v Louvru). Njegove arhitekturne predelave in umetniške galerije so tej rezidenci dale mednarodno slavo kot »ena od vrhunskih hiš v Parizu«.

### Kraljeva in cesarska palača
Palačo in vrtove je leta 1787 od Beaujona kupila Bathilde d'Orléans, vojvodinja Bourbonska za 1.300.000 livrov. Vojvodinja jo je poimenovala Élysée. Zgradila je tudi skupino koč v vrtovih, ki jih je poimenovala Hameau de Chantilly, po Hameauju v Château de Chantilly njenega tasta. S francosko revolucijo je vojvodinja pobegnila iz države, Élysée pa je bila zaplenjena in dana v najem. Vrtove so uporabljali za jedačo, pijačo in ples pod imenom Hameau de Chantilly, sobe pa so postale igralnice.
Élysée so leta 1805 prodali Joachimu in Caroline Murat, ki sta vodila večjo prenovo, ki je stavbo naredila bolj veličastno in »cesarsko«. Kasneje je bila hiša leta 1808 prenesena na Karolininega brata, cesarja Napoleona; postala je znana kot Élysée-Napoléon. Po bitki pri Waterlooju se je Napoléon vrnil v Élysée in tam 22. junija 1815 podpisal svojo abdikacijo. Tri dni pozneje je palačo zapustil.
Ruski kozaki so se utaborili v Élysée, ko so leta 1814 zasedli Pariz. Posest je bila nato vrnjena prejšnji lastnici, vojvodinji de Bourbon, ki jo je nato leta 1816 prodala svojemu kraljevemu bratrancu Ludviku XVIII. Med letoma 1820 in 1848 je bila palača primarno uporabljena za gostovanje gostov kraljeve družine.

### Predsedniška rezidenca
Po francoski revoluciji leta 1848 in abdikaciji Ludvika Filipa I. je palačo prevzela začasna vlada Druge republike. Sprva so jo uporabljali za gostovanje glasbenih nastopov in predavanj, preden so jo preimenovali v Élysée National, ki je bila uradna rezidenca predsednika republike pod upravo Ludvika-Napoléona Bonaparta. Predsednik uporablja tudi več drugih uradnih rezidenc, vključno s Château de Rambouillet, petinštirideset kilometrov jugozahodno od Pariza, kot tudi Fort de Brégançon blizu Toulona.
Leta 1853, po državnem udaru, ki je končal Drugo republiko, je Louis-Napoléon Bonaparte, zdaj Napoleon III., zadolžil arhitekta Joseph-Eugèna Lacroixa za prenovo; medtem se je preselil v bližnjo Tuilerijsko palačo, vendar je Élysée ohranil kot diskreten kraj za srečanje s svojimi ljubicami, med obema palačama pa se je premikal skozi skrivni podzemni prehod, ki je bil medtem porušen. Odkar je Lacroix dokončal svoje delo leta 1867, je osnovni videz Palais de l'Élysée ostal enak
Leta 1873, v času Tretje republike, je Élysée postala uradna predsedniška rezidenca. Leta 1899 je Félix Faure postal edini uradnik, ki je umrl v palači.
Leta 1917 je šimpanz pobegnil iz bližnje menažerije, vstopil v palačo in naj bi poskušal ženo predsednika Raymonda Poincaréja povleči na drevo, a so mu stražarji to preprečili. Predsednik Paul Deschanel, ki je odstopil leta 1920 zaradi duševne bolezni, naj bi bil nad podvigom šimpanza tako navdušen, da je na preplah svojih gostov med državniškimi sprejemi začel skakati v drevesa.
Elizejsko palačo so zaprli junija 1940 in je med drugo svetovno vojno ostala prazna. Šele leta 1946 jo je ponovno zasedel Vincent Auriol, predsednik začasne vlade Francoske republike, nato prvi predsednik Četrte republike od leta 1947 do 1954. Od leta 1959 do 1969 je palačo zasedel Charles de Gaulle, prvi predsednik Francije, pete republike. De Gaullu ni bilo všeč pomanjkanje zasebnosti in je nadzoroval nakup razkošnega Hôtel de Marigny za bivanje tujih državnih uradnikov na obiskih v Franciji, rekoč: »Ni mi všeč zamisel, da bi srečal kralje, ki se sprehajajo po mojih hodnikih v svojih pižamah«.
V 1970-ih je predsednik Georges Pompidou dal nekaj prvotnih sob v palači preoblikovati Pierru Paulinu v sodobnem slogu, od katerih je preživela le Salle à Manger Paulin.
Socialistični predsednik François Mitterrand, ki je vladal od leta 1981 do 1995, naj bi le redko uporabljal zasebna stanovanja, raje je imel zasebnost svojega doma na bolj boemski Rive Gauche. V diskretnem stanovanju v bližnjem predsedniškem prizidku Palais de l'Alma je živela njegova ljubica Anne Pingeot, mati njegove nezakonske hčerke Mazarine Pingeot.
Nasprotno pa je njegov naslednik Jacques Chirac svoja dva mandata (1995–2007) živel v elizejskih stanovanjih s svojo ženo Bernadette. Chirac je povečal proračun palače za 105 % na 90 milijonov evrov na leto, piše v knjigi L'argent caché de l'Élysée. Samo za pijačo za goste, povabljene v Elizejsko palačo, so porabili en milijon evrov na leto, 6,9 milijona evrov na leto za bonuse predsedniškega osebja in 6,1 milijona evrov na leto za 145 dodatnih zaposlenih, ki jih je Chirac zaposlil po izvolitvi leta 1995.
Elizejska palača ima vrtove, v katerih so predsedniki gostili zabave ob dnevu Bastilje do leta 2010. Tistega leta se je takratni predsednik Nicolas Sarkozy odločil, da zaradi visokega francoskega dolga in gospodarske krize preneha organizirati ta dogodek.
Emmanuel Macron, predsednik Francije od leta 2017, trenutno prebiva v palači.

## Opis
Strogo varovani dvorec in posest sta na naslovu 55 Rue du Faubourg Saint-Honoré na njenem križišču z Avenue de Marigny. Monumentalna vrata s štirimi stebri jonskega reda, obdana z obzidjem na vrhu z balustrado, se odpirajo na veliko zaobljeno dvorišče. Veličastno ceremonialno dvorišče daje hiši določeno veličino. Glavna rezidenca je zgrajena v francoskem neoklasicističnem slogu. Vhodna veža je poravnana s slavnostnim dvoriščem in vrtovi. Tam je dolga osrednja stavba, veliko — ali državno — stanovanje, ki ga na sredini deli velik salon, ki se odpira na vrt. Ta stavba ima tudi osrednji trinadstropni del in dve enonadstropni krili: Appartement des Bains na desni in Petit Appartement (zasebna stanovanja) na levi. Vrt v francoskem slogu ima glavno pot, poravnano z osrednjo stavbo, vzorčaste gredice in drevorede kostanjev, obrobljene z živo mejo.

### Pritličje
Vestibule d'Honneur (dvorana časti) je prostor, v katerega vodi glavni vhod v palačo. V tej sobi se predsednik Francije sreča z gostujočimi uradniki, svetovnimi voditelji in duhovnimi voditelji.
Salon d'Argent (Srebrna soba) v vzhodnem krilu palače je okrasila Caroline Murat, žena Joachima Murata in sestra Napoleona I. Soba se tako imenuje zaradi srebrno obarvanih robov na stenah, kaminske police, mize, zofe in foteljev, od katerih imajo zadnji ob straneh skulpture labodov. V tej sobi so se zgodili trije pomembni zgodovinski dogodki. 22. junija 1815 je Napoleon uradno podpisal svoj nalog za abdikacijo, potem ko je tisto leto izgubil bitko pri Waterlooju; 2. decembra 1851 je Louis-Napoléon Bonaparte izvedel svoj državni udar; in leta 1899 je predsednik Félix Faure srečal svojo ljubico Marguerite Steinheil.
Salle à Manger Paulin (Jedilnica Paulin), poimenovana po arhitektu Pierru Paulinu, je popolno nasprotje večini drugih prostorov v palači. Zasnovana je bila kot zasebna jedilnica za predsednika Georgesa Pompidouja in njegovo ženo Claude, notranjost in pohištvo pa sta iz 1970-ih. Stene so izdelane iz 22 poliestrskih plošč, stoli imajo eno nogo, pritrjeno na okroglo podlago, okrogla miza pa je steklena. Prostor osvetljujejo strešne plošče, okrašene s steklenimi kroglami in palicami.
Salon des Portraits (Soba portretov) je cesar Napoleon III. uporabljal za portretne medaljone najpomembnejših vladarjev tistega časa, ki so nadomestili prejšnje portrete družine Bonaparte, ki jih je postavil Joachim Murat. Portreti so: papež Pij IX., avstro-ogrski cesar Franc Jožef I., kraljica Viktorija iz Združenega kraljestva, italijanski kralj Viktor Emanuel II., ruski car Nikolaj I., pruski kralj Friderik Viljem IV., španska kraljica Izabela II. in kralj Viljem I. Württemberški. Predsednik Nicolas Sarkozy je jedilnico uporabljal kot svojo drugo pisarno.
Salle des Fêtes (Dvorana svečanosti) dominira nad zahodnim krilom palače. Zasnoval jo je Eugène Debressenne, odprl pa jo je 10. maja 1889 takratni predsednik Sadi Carnot, da bi sovpadal z Svetovno razstavo tistega leta. Soba ima slike na stropu z naslovom La République sauvegarde la Paix (Republika varuje mir), ki jo je naslikal Guillaume Dubufe leta 1894. V sobi je tudi šest gobelinov, ki so večinoma pokriti z rdečim in zlatim dekorjem. Leta 1984 je predsednik François Mitterrand v sobo dodal deset oken, da bi bilo v njej več svetlobe. V tej sobi potekajo inavguracije vseh francoskih predsednikov in gostijo uradne konference in bankete.
Jardins d'Hiver (zimski vrtovi) so zgradili leta 1883 kot rastlinjak za gojenje rastlin. Danes se ne uporablja več za ta namen, temveč je razširitev Salona des Fêtes in se uporablja za uradne bankete. Na steni je gobelin, s stropa pa visijo trije lestenci. 
Salon Murat (Muratova soba) vsako sredo uporablja predsednik za srečanja s predsednikom vlade in ostalo vlado Francije, skupaj s predsedniškim sekretarjem, znanim kot »generalni tajnik Elizejskega dvora«. V tej sobi je leta 1963 nemški kancler Konrad Adenauer podpisal Elizejski sporazum.
Salon Cléopâtre (Kleopatrina soba) je dobil ime po tapiseriji na steni, nameščeni med predsedovanjem Sadija Carnota, ki prikazuje srečanje Antonija in Kleopatre v Tarsu. V sobi je tudi portret Marije Amalije, vojvodinje Parmske, ki ga je naslikal Alexandre Roslin.
Salon des Ambassadeurs (Ambasadorska soba) je mesto, kjer francoski predsednik uradno sprejema veleposlanike iz tujine.
Salon Bleu (Modra soba) se uporablja kot pisarna prve dame Francije.
Escalier Murat (Muratovo stopnišče) je glavno stopnišče v palači, ki povezuje pritličje in prvo nadstropje.
- Salle des Fêtes med konferenco o varnosti in sodelovanju v Evropi leta 1990
- Salon Bleu
- Pisalna miza v Salonu d'Argent
- Miza v Salonu Murat (Murat Room), kjer se predsednik sestaja s francosko vlado.
- Salon des Portraits
- Salon Pompadour

### Prvo nadstropje
Salon Doré (zlata soba) je dobil ime po zlatih robovih stenskih elementov, vrat, miz in stolov. Vsi francoski predsedniki so to sobo uporabljali kot glavno delovno sobo, razen Valéryja Giscarda d'Estainga in Emmanuela Macrona.
Salon Vert (Zelena soba) je dobil ime po zelenih zavesah in prevlekah za stole (vrata, stoli, mize in stenske elemente imajo zlate robove). Soba se uporablja za srečanja in tukaj se je Nicolas Sarkozy med svojim predsednikovanjem poročil s svojo drugo ženo Carlo Bruni.
Salon Angle (Kotna soba) je nekdanja jedilnica, ki je od leta 2007 pisarna generalnega sekretarja Elizejske palače.
Salon de Fougères (Soba rož) je dobila ime, ker ima tapete s cvetličnimi vzorci. V sobi je portret kralja Ludvika XV., ki ga je naslikal Charles-André van Loo.
Ancienne Chambre de la Reine in Ancienne Chambre du Roi sta bili spalnici nekdanjih francoskih kraljev in kraljic. Zadnja soba je bila prej uporabljena kot pisarna generalnega sekretarja, preden jo je preselil v Salon Angle.
Šest drugih sob v prvem nadstropju, v vzhodnem krilu, so zasebni bivalni prostori predsednika.
- Escalier Murat, ki povezuje pritličje in prvo nadstropje
- Predsednikova miza v salonu Doré (zlata soba) leta 2008, med predsednikovanjem Nicolasa Sarkozyja
- Predsednikova miza leta 2017, med predsedovanjem Emmanuela Macrona
- Salon Vert (zelena soba)